# Mohammed Waad
Mohammed Waad Abdulwahhab Jadoua al-Bayati (arabisch محمد وعد عبد الوهاب جدوع البياتي, DMG Muḥammad Waʿd ʿAbd al-Wahhāb Ǧadūʿ al-Bayātī; * 18. September 1999 in Bagdad, Irak) ist ein katarischer Fußballspieler. Er ist auf dem Spielfeld im Mittelfeld beheimatet und führt diese Rolle zumeist zentral aus.

## Karriere

### Verein
Waad begann in der Jugend bei al-Sadd mit dem Fußballspielen und spielte dann später auch in deren Reserve-Mannschaft. Zur Spielzeit 2016/17 wechselte er in die erste Mannschaft. Für diese kam er in der Qatar Stars League am 14. Spieltag bei einem 1:0-Sieg über den al-Kharitiyath SC das erste Mal zum Einsatz, als er in der 70. Minute für Hamid Ismail eingewechselt wurde. Einige Wochen später kam er zu einem weiteren Kurzeinsatz. In der Folgesaison spielte er schließlich gar nicht mehr für den Klub.
Zur Spielzeit 2018/19 wurde er für ein halbes Jahr zum spanischen Kooperationsklub Júpiter Leonés verliehen. Nach seiner Rückkehr wurde er erneut verliehen, diesmal zum al-Ahli SC, bei dem er die zweite Hälfte der Saison verbrachte und zu insgesamt sechs Einsätzen kam. Von Saisonstart 2019/20 bis Ende Januar 2020 spielte er bei seiner mittlerweile dritten Leihstation dem al-Wakrah SC. Seitdem ist er durchgehend Teil des Kaders und wurde drei Mal Meister und zwei Mal Sieger des Emir of Qatar Cup.

### Nationalmannschaft
Seinen ersten Einsatz im Dress der katarischen A-Nationalmannschaft hatte er am 13. November 2020 bei einem Freundschaftsspiel gegen Costa Rica in der Startelf. Nach weiteren Freundschaftsspielen wurde auch in der Qualifikation für die Weltmeisterschaft 2022 eingesetzt, an der seine Mannschaft als qualifizierter Gastgeber der WM ohne Wertung teilnahm.
Im Sommer 2021 stand Waad im Kader beim CONCACAF Gold Cup 2021 und wurde in der Gruppenpartie gegen Panama eingesetzt. Zum Ende des Jahres kam er beim FIFA-Arabien-Pokal 2021 in jeder Partie der Mannschaft zum Einsatz.